# 拳闘試合の日
『拳闘試合の日』（けんとうしあいのひ、原題：Day of the Fight）は、1951年公開のウォルター・カルティエというボクサーを追った短編ドキュメンタリー。スタンリー・キューブリック監督の処女作。キューブリックは自分の貯金と、友人や親戚から借金をしてこの映画を製作した。

## 制作
RKOパテの制作で「これがアメリカだ」シリーズの一編で公開された。

## 出演
- ウォルター・カルティエ（英語版）（ボクサー）
- ヴィンセント・カルティエ（ウォルターの双子の兄弟）
- ダグラス・エドワーズ（英語版）（ナレーター）[2]。

## スタッフ
- 監督・製作・撮影：スタンリー・キューブリック
- 脚本：ロバート・レイン
- 編集：ジュリアン・バーグマン
- 共同製作：ジェイ・ボナフィールド
- 共同撮影・助監督：アレクサンダー・シンガー
- 音楽：ジェラルド・フリード[2]